# Erissoides vittatus
Erissoides vittatus là một loài nhện trong họ Thomisidae.
Loài này thuộc chi Erissoides. Erissoides vittatus được Cândido Firmino de Mello-Leitão miêu tả năm 1949.